# Allium cardiostemon
Allium cardiostemon — вид трав'янистих рослин родини амарилісові (Amaryllidaceae), поширений у Західній Азії.

## Опис
Цибулина субкуляста, діаметром 1.5–3 см, зовнішні оболонки паперові, чорнуваті. Стебло 30–60 см. Листків 2–4, довгасто-ланцетні або лінійно-ланцетні, шириною 2–8 мм, плоскі, значно коротші за стебло, гладенькі або шорсткі на краю. Зонтик галузисто-півсферичний або ± сферичний, діаметром 3–4 см, багатоквітковий, густий. Оцвітина явна в період цвітіння, пізніше зігнута і скручена; сегменти темно-бордово-пурпурові, вузько довгасті або лінійні, 3–4.5 мм, тупі. Пиляки пурпурові. Коробочка субкуляста, 3–5 × 4–5 мм.
Період цвітіння: червень і липень.

## Поширення
Поширення: пн.-зх. Іран, пн. Ірак, Вірменія, Азербайджан, сх. Туреччина.
Населяє ліси Quercus, альпійські карликові чагарники, кам'янисті магматичні або піщані схили, луки, гірський степ, парові та пшеничні поля, 900–2800 м.